# Angelsburg

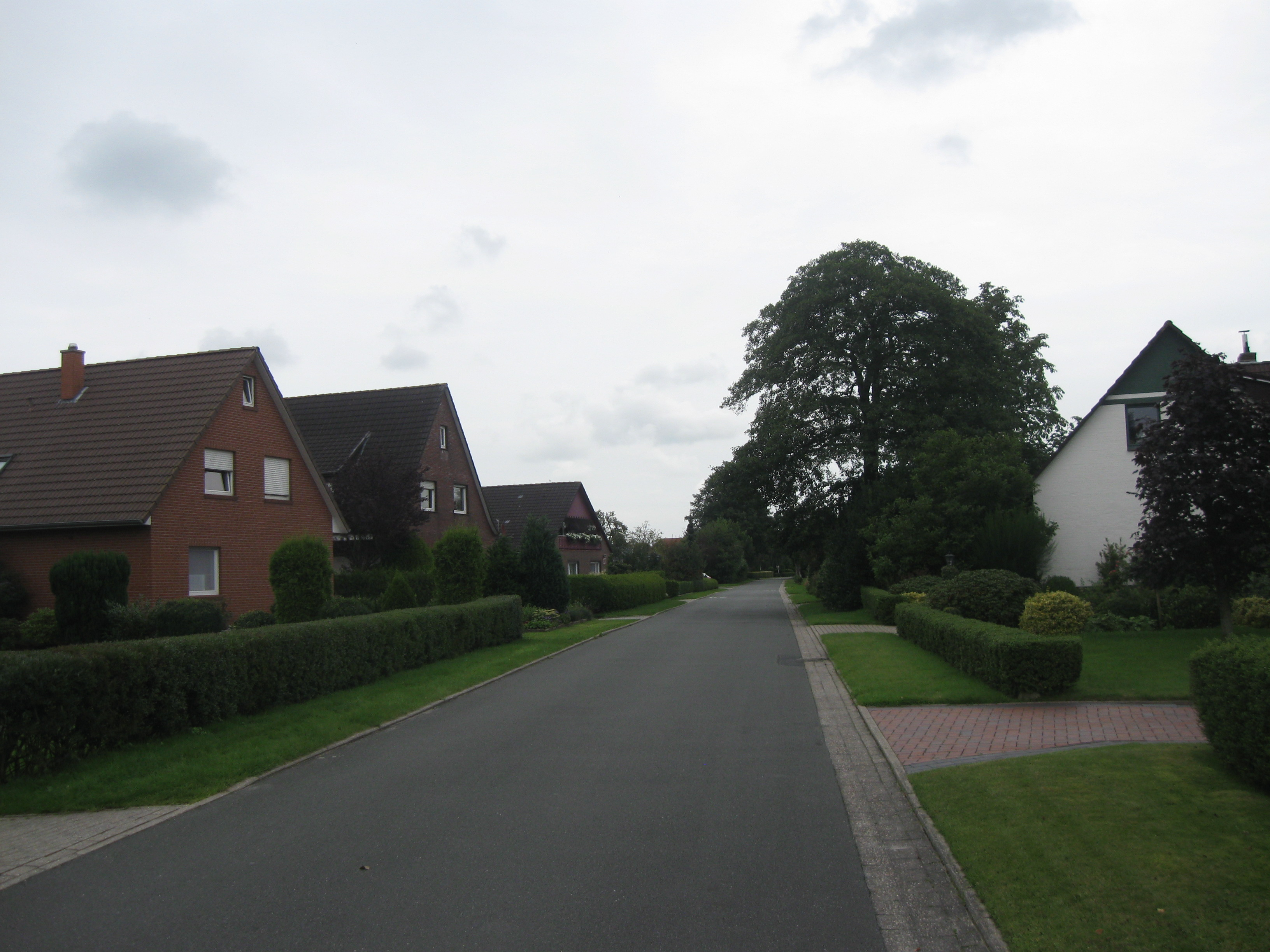
Die „Heidkämpe“ (ehemals Heidkampfweg) in Angelsburg

Angelsburg ist ein Dorf im Stadtteil Willen der Kreisstadt Wittmund. Es liegt 200 Meter nördlich von Willen und ist 1,5 Kilometer von Wittmund entfernt. Angelsburg hat rund 500 Einwohner und liegt nördlich der Bundesstraße 210 und östlich des Wittmunder Waldes.

## Geschichte
Bereits im 16. Jahrhundert wurde Angelsburg besiedelt. Urkundlich wurde Angelsburg 1809 zum ersten Mal erwähnt. Anlass war der Beitritt zum Ort Willen.
Die Gemeinde Willen, zu der Angelsburg gehörte, wurde am 16. August 1972 nach Wittmund eingemeindet.